# Mauro Zijlstra
Mauro Zijlstra (Zaandam, 9 november 2004) is een Nederlandse voetballer die als aanvaller voor FC Volendam speelt.

## Clubcarrière
Zijlstra begon met voetballen bij Kooger Football Club waarna hij de overstap maakte naar Amsterdamsche Football Club (AFC). Bij AFC werd hij gescout door AZ, waar hij in de jeugd kwam maar mede door blessures na drie jaar afscheid moest nemen. Hij keerde weer terug bij AFC waarna hij voor N.E.C. ging voetballen. In 2024 kwam Zijlstra terecht bij FC Volendam, waar hij in het elftal van Jong FC Volendam ging voetballen.
Zijlstra maakte op 19 december 2024 zijn debuut voor FC Volendam. In de met 2–0 verloren uitwedstrijd tegen Rijnsburgse Boys voor de KNVB Beker verving hij in de 70e minuut Myron Mau-Asam.
Op 10 januari 2025 debuteerde hij voor FC Volendam in de Eerste divisie. In de met 1–3 gewonnen uitwedstrijd tegen FC Eindhoven kwam hij in de 87e minuut in het veld voor Henk Veerman. Op 14 april 2025 promoveerde hij met FC Volendam naar de Eredivisie. Zijlstra kwam in het duel tegen Jong AZ twee minuten voor tijd binnen de lijnen voor Bilal Ould-Chikh. Twee weken later werd ook het kampioenschap bewerkstelligt, toen hield trainer Rick Kruys de aanvaller echter negentig minuten op de bank. Op 8 mei 2025 tekende Zijlstra zijn eerste profcontract bij de club.

## Clubstatistieken
| Seizoen | Club        | Competitie     | Competitie | Competitie | Beker | Beker | Overig | Overig | Totaal | Totaal |
| Seizoen | Club        | Competitie     | Wed.       | Dlp.       | Wed.  | Dlp.  | Wed.   | Dlp.   | Wed.   | Dlp.   |
| ------- | ----------- | -------------- | ---------- | ---------- | ----- | ----- | ------ | ------ | ------ | ------ |
| 2024/25 | FC Volendam | Eerste divisie | 6          | 0          | 1     | 0     | 0      | 0      | 7      | 0      |
| Totaal  | Totaal      | Totaal         | 6          | 0          | 1     | 0     | 0      | 0      | 7      | 0      |

Bijgewerkt t/m 1 juli 2025.

## Interlandcarrière
Zijlstra maakte hij bekend dat hij voor het Indonesisch voetbalelftal uit wilde komen. Zijn grootmoeder van vaders kant is afkomstig uit Indonesië.

## Erelijst
| Competitie     | Aantal      | Jaren       |
| FC Volendam    | FC Volendam | FC Volendam |
| -------------- | ----------- | ----------- |
| Eerste divisie | 1x          | 2024/25     |